# Richfield (Utah)
Richfield je správní město okresu Sevier County ve státě Utah. K roku 2010 zde žilo 7 551 obyvatel. S celkovou rozlohou 13,7 km² byla hustota zalidnění 551,2 obyvatel na km².